# Moritz Franz Beichl

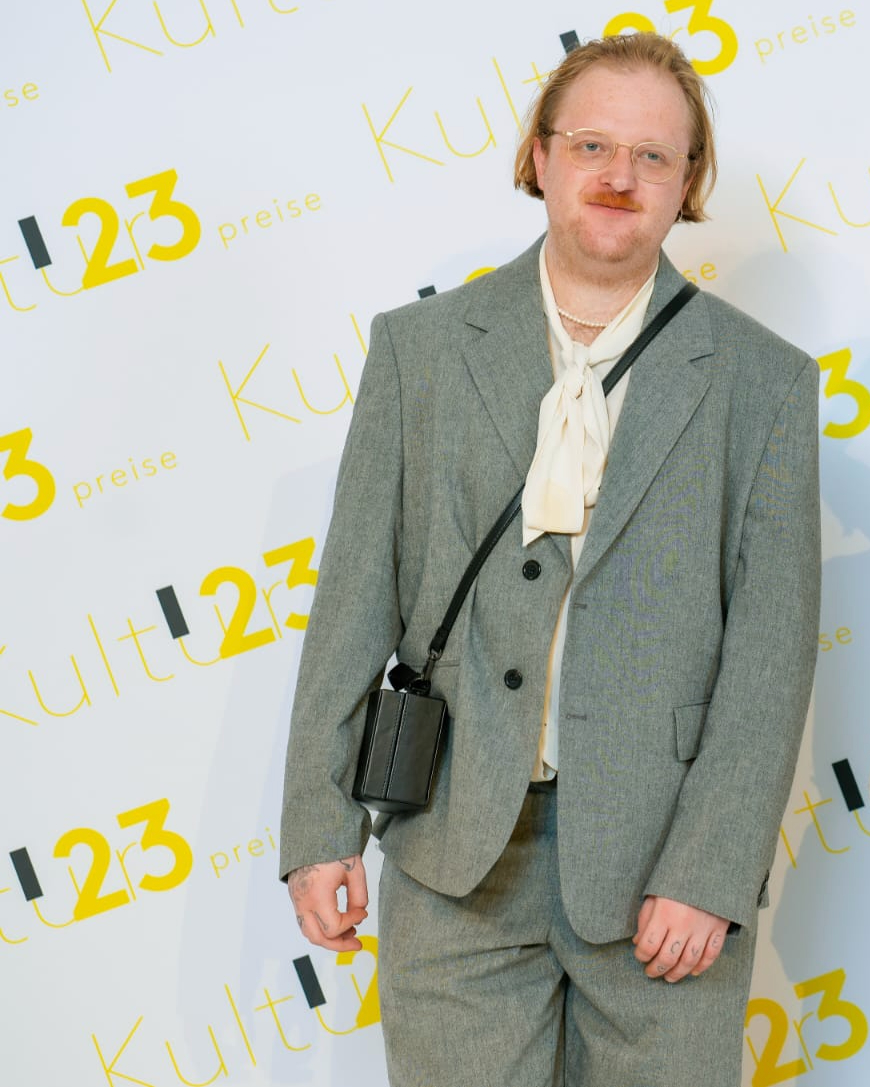
Moritz Franz Beichl bei der Verleihung des Kulturpreis Niederösterreich, 2023.

Moritz Franz Beichl (* 1992 in Wien) ist ein österreichischer Theaterregisseur und Autor. 

## Leben
Moritz Beichl wuchs in Ober-Grafendorf in Niederösterreich auf und besuchte das Gymnasium in St. Pölten. Anschließend absolvierte er das praktische Theaterjahr der Jungen Burg am Burgtheater, wo er als Hospitant und Schauspieler tätig war. Anschließend studierte er Theaterregie an der Theaterakademie Hamburg. Während des Studiums wurde Beichl mit Inszenierungen zu  Festivals eingeladen, darunter auch zum Körber Studio Junge Regie, wo er den zweiten Platz erhielt. Einladungen erhielt er auch zum Out Now Festival und zweimal zum Hart am Wind Festival. Seit 2019 ist Beichl Nestroy-Preisträger.
Beichl veröffentlichte Kurzgeschichten und Lyrik in diversen Literaturmagazinen und Anthologien. 2011 erhielt er das Dramatikerstipendium des Bundesministeriums für sein Drama „Glückliches Gemüse“, 2012 veröffentlichte er seinen Debüt-Lyrikband „ist mir doch scheiß egal“ im Sisyphus Verlag. Unter der Regie von Renate Aichinger wurde sein Kurzdrama „Kein Blick zurück jetzt“ am Landestheater Niederösterreich aufgeführt. Für das Lichthoftheater Hamburg schrieb und inszenierte Beichl das Stück „Montagskinder“.
Beichl ist Hausregisseur am Deutschen Theater Göttingen, wo er zahlreiche Inszenierungen absolvierte, darunter „Die bitteren Tränen der Petra von Kant“, „Lazarus“, „Die Räuber“ und „Was ihr wollt“ von William Shakespeare. Außerdem inszeniert Beichl regelmäßig am Landestheater Niederösterreich, sowie am Schauspielhaus Hamburg, Tiroler Landestheater, Stadttheater Klagenfurt, bei den Salzkammergut Festwochen Gmunden und am Staatstheater Braunschweig. 
2022 erschien im Residenz Verlag sein Debütroman Die Abschaffung der Wochentage, den er im Rahmen der Literaturfestivals O-Töne vorstellte. Ebenfalls 2022 erschien im S. Fischer Verlag seine queer-feministische Komödienüberschreibung Effi, Ach, Effi Briest, das er bei der Uraufführung im Wiener Bronski & Grünberg selbst inszenierte.
Im folgenden Jahr wurde Beichls Essay Sehnsucht nach einem queeren Happy End in der Zeitschrift Stimme der Initiative Minderheiten veröffentlicht, das den Mangel an queeren Vorbildern während seiner Kindheit und Jugend thematisiert. Im November 2023 erhielt er einen Kulturpreis des Landes Niederösterreich.
Beichls zweiter Roman Männer erschien 2024 ebenfalls im Residenz Verlag.

## Publikationen
- ist mir doch scheiß egal. Sisyphus Verlag 2012, ISBN 978-3-901960-58-1.
- Die Abschaffung der Wochentage, Roman, Residenz Verlag, Salzburg, ISBN 978-3-7017-1757-6.
- Effi, Ach, Effi Briest, Theaterstück, S. Fischer Verlag, UA: 22. Oktober 2022, Bronski & Grünberg, Wien.
- Männer, Roman, Residenz Verlag, Salzburg, ISBN 978-3-7017-1785-9.
- MfG, Ödipus, Theaterstück, S. Fischer Verlag, UA: 9. Oktober 2024, Bronski & Grünberg, Wien.

## Auszeichnungen
- 2019: Nestroy-Theaterpreis in der Kategorie Bester Nachwuchs männlich
- 2023: Niederösterreichischer Kulturpreis: Anerkennungspreis in der Sparte Darstellende Kunst[16]
- 2024: Nestroy-Theaterpreis (Nominierung) in der Kategorie Beste Bundesländer-Aufführung